# تورازا كوست (بافيا)
تورازا كوست (بالإيطالية: Torrazza Coste)‏ هي بلدة تقع في مقاطعة بافيا بإقليم لومبارديا في شمال إيطاليا. تبلغ مساحة هذه المدينة 16.1 (كم²)، وترتفع عن سطح البحر 159 م، بلغ عدد سكانها 1516 نسمة في عام 2004 حسب إحصاء المعهد الوطني للإحصاء.

## السكان
في سنة 1861 بلغ عدد السكان 1٬574 نسمة، وتطور العدد ليصل في سنة 2011 لـ 1٬693 نسمة.
يظهر هذا المخطط البياني تطور النمو السكاني لـ تورازا كوست (بافيا)